# Al Naslaa
Az Al Naslaa sziklaalakzat a Tayma oázistól 50 km-re délre, Szaúd-Arábiában található sziklaalakzat. Középen két részre hasadt, mindkettő kis talapzaton egyensúlyoz. Még mindig nem tudni, hogyan vágták át tökéletesen a közepét, de a sziklaalakzat külső formáját feltehetően természetes okok, többek között a szél által elfújt homok és az időszakos esőzések alakították ki.
A szikla körülbelül 6 méter magas és 9 méter széles, és délkeleti oldalán számos sziklarajz borítja.

## Története
A Tayma-oázis területét először Charles M. Doughty vizsgálta és térképezte fel 1877-ben. Az összegyűjtött anyagból könyv lett, amely 1888-ban jelent meg "Utazások Arábia Desertában" címmel. 1883-ban Charles Huber francia felfedező a térségbe utazva felfedezte Al Naslaa-t, és beszámolt a szikla különlegességéről és állapotáról, amely ma is ugyanolyan állapotban van, mint felfedezésekor.